# Trampas para pitufos
Trampas para pitufos (en el francés original, Pièges à Schtroumpfs) es una de las historietas de la serie Los Pitufos, escrita y dibujada por Peyo para su publicación en 1968

## Trayectoria editorial
Apareció originalmente en la edición belga del número 1576 de la revista Le Journal de Spirou, publicado el 27 de 06 de 1968. En Bélgica ese número tuvo 116 páginas, muchas más de las habituales y que el número francés, con ocasión de las vacaciones de verano.
En 1983 se publicó en formato álbum junto a El aprendiz de pitufo y una recopilación de historietas cortas protagonizada por la Pitufina y titulada Romeos y Pitufina.

## Argumento
El brujo Gargamel prepara una serie de trampas para capturar a los pitufos mientras juegan al escondite. El Pitufo Gruñón sigue las indicaciones de unos letreros hasta que cae a un agujero, el Pitufo con Gafas es atrapado en un libro, el Pitufo Goloso es inmovilizado por un pastel pegajoso, y así sucesivamente.
El pitufo que estaba contando ve cómo Gargamel captura al último de sus compañeros de juego y vuelve a la Aldea Pitufa a contarle la situación al Gran Pitufo, quien organiza a todos los demás pitufos para una misión de rescate. Sin embargo, Gargamel los captura a todos con una red gigante, excepto al Gran Pitufo que escapa.
Gargamel pone grilletes a los pitufos y los obliga a hacer las labores de su hogar, pero esa noche llega el Gran Pitufo y deja un rastro de monedas de oro cerca de la cama de Gargamel. Cuando Gargamel despierta, encuentra el rastro y lo sigue hasta un cofre donde el Gran Pitufo lo hace caer, atrapándolo. El Gran Pitufo libera a los pitufos que escapan de la casa de Gargamel.